# Казалетто-Спартано
Казалетто-Спартано (італ. Casaletto Spartano, сиц. Casaletto Spartano) — муніципалітет в Італії, у регіоні Кампанія,  провінція Салерно.
Казалетто-Спартано розташоване на відстані близько 330 км на південний схід від Рима, 140 км на південний схід від Неаполя, 95 км на південний схід від Салерно.
Населення — 1437 осіб (2014).
Щорічний фестиваль відбувається 13 травня, 15 серпня, 8 вересня. Покровитель — святий Миколай.

## Демографія
Населення за роками:

Станом на 1 січня 2023 року в муніципалітеті офіційно проживало 5 іноземців з 2 країн, серед них 4 громадяни країн Євросоюзу.

## Сусідні муніципалітети
- Казальбуоно
- Казелле-ін-Піттарі
- Лагонегро
- Мориджераті
- Ривелло
- Санца
- Торрака
- Торторелла
- Вібонаті